# Psephenops prestonae
Psephenops prestonae är en skalbaggsart som beskrevs av Spangler 1990. Psephenops prestonae ingår i släktet Psephenops och familjen Psephenidae. Inga underarter finns listade i Catalogue of Life.